# アドラー・プラネタリウム・アンド・天文学博物館
アドラー・プラネタリウム・アンド・天文学博物館（Adler Planetarium & Astronomy Museum）は、アメリカ合衆国イリノイ州シカゴにある、西半球最初の、かつ現存する最古のプラネタリウム。
1930年、初代館長フィリップ・フォックス (Philip Fox) の助力のもと、篤志家マックス・アドラー (Max Adler) により設立・建設された。
ミシガン湖に面するミュージアム・キャンパス内のノーサリー・アイランド (Northerly Island) に所在し、フィールド自然史博物館及びシェッド水族館と近接する。
1987年、アメリカ合衆国国定歴史建造物及びアメリカ合衆国国家歴史登録財に指定された。

## シアター
アドラー・プラネタリウムには、フルサイズのシアターが3つある。
- 「スカイ・シアター」 (Sky Theater) - 1930年の開館以来、建物の外側からも見えるドーム屋根の内部で、夜空を再現してきた。カール・ツァイス社製の投影機により夜空のあらゆる角度の動きが正確に再現される。
- 「デフィニティ・スペース・シアター」 (Definiti Space Theater) - 1999年オープン。「DigitalSky2」ソフトウェアを用い、完全デジタル式投影機による全天周型の投影環境を導入。
- 「ユニバース・シアター」 (Universe Theater)

## 銅像
建物外部の銅像の中に、以下の作品がある。

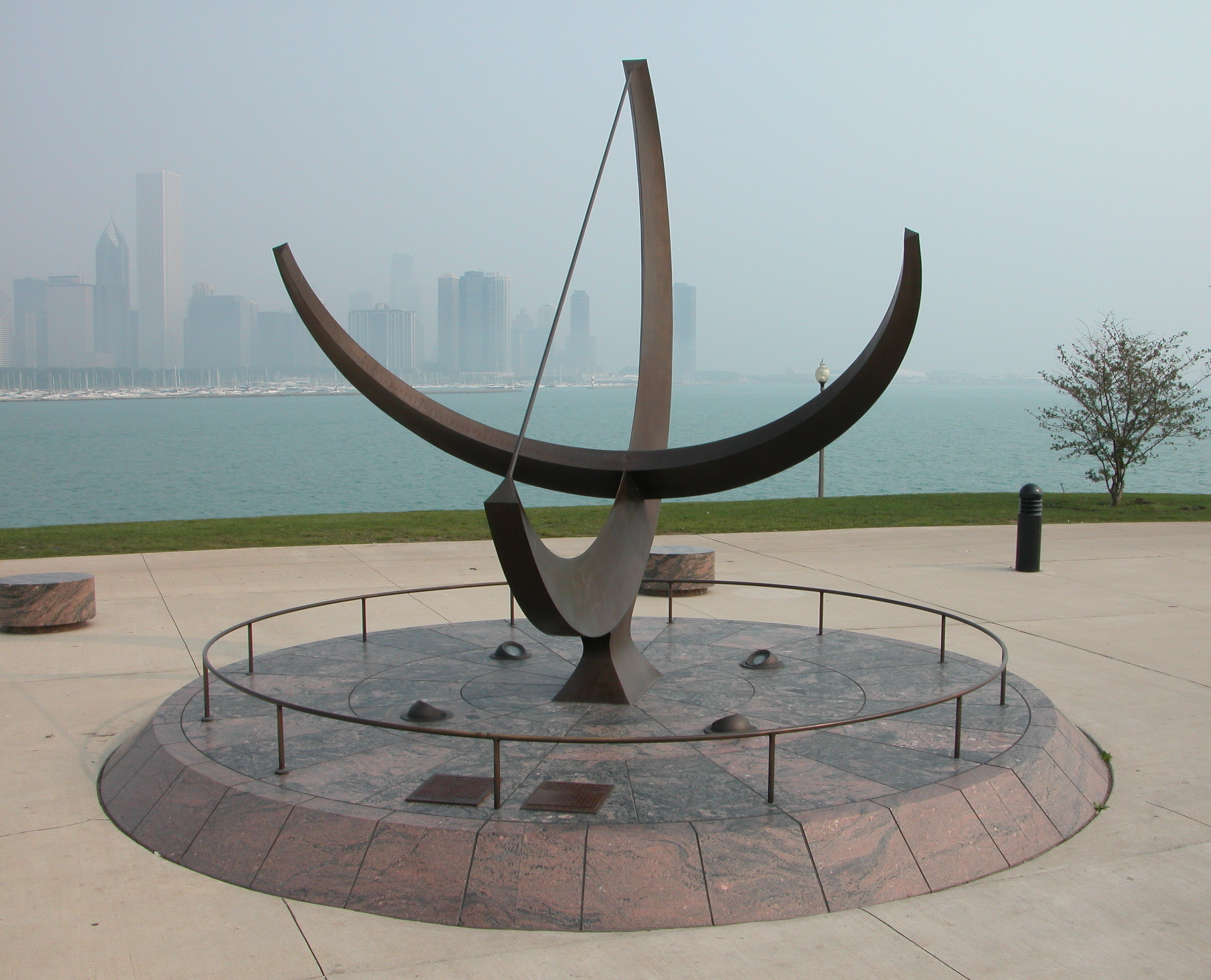
ヘンリー・ムーア作「Man Enters the Cosmos」

- 「Man Enters the Cosmos」 - ヘンリー・ムーア作の日時計の銅像。
- 天文学者・ニコラウス・コペルニクスのブロンズ像 - デンマークの彫刻家ベルテル・トルバルセンによるワルシャワ所在の有名な19世紀の作品のレプリカ。

## 投影機更新問題と2008年大統領選
2008年の第2回大統領選討論会にて、共和党候補ジョン・マケインは民主党候補バラク・オバマがアドラー・プラネタリウムへの新投影機購入資金300万ドルの予算割当てを支持している点につき批判した。
現行のツァイス・マークVI型投影機は40年使用されており、製造元のカール・ツァイス社のサポートも終了していた。アドラー・プラネタリウムは6地域の下院議員やイリノイ州の両上院議員、共和・民主両党に連邦補助金獲得の支援を要請したが、予算割当は結局認可されなかった。

## ギャラリー

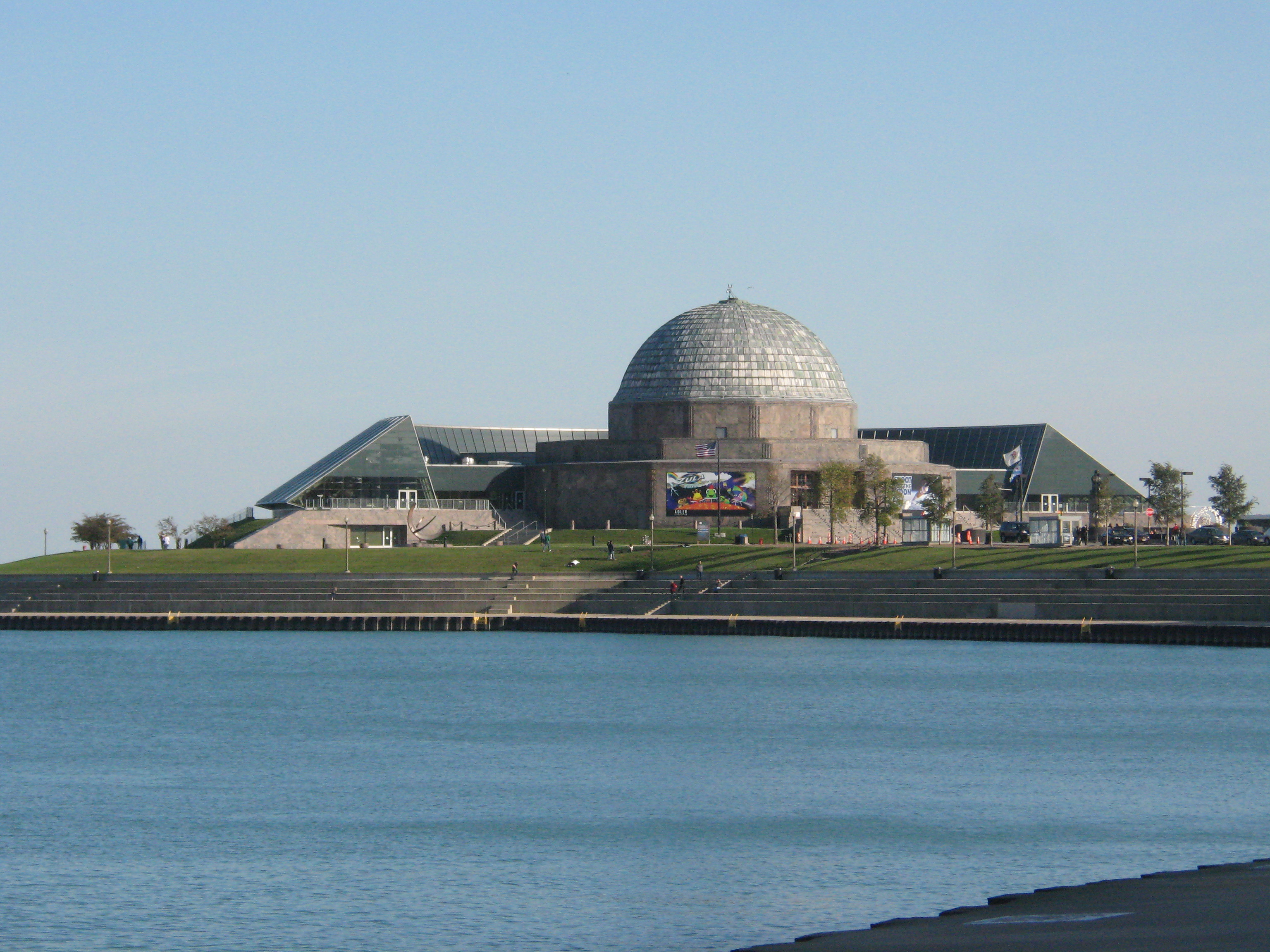
ミシガン湖越しの外観
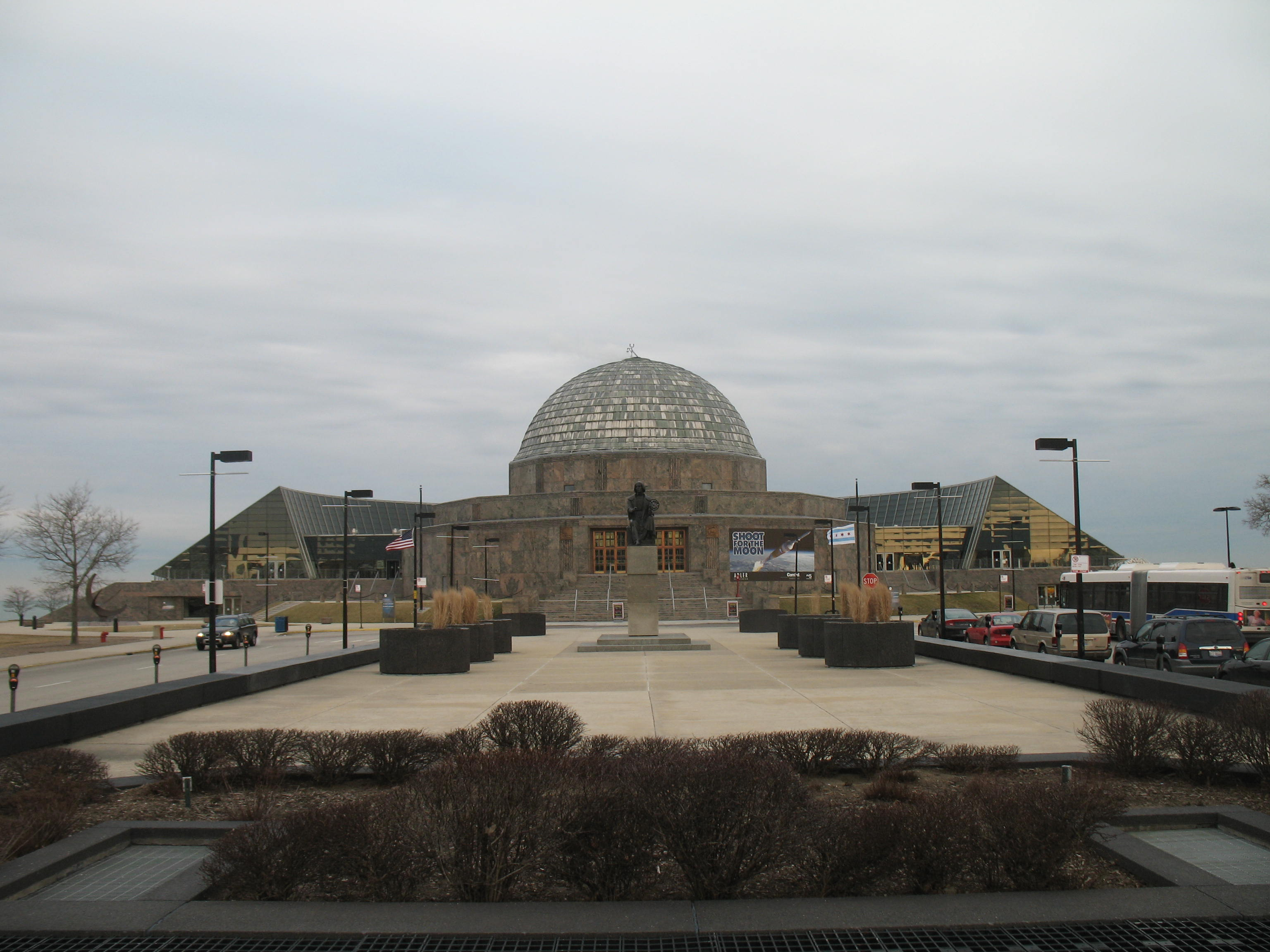
正面
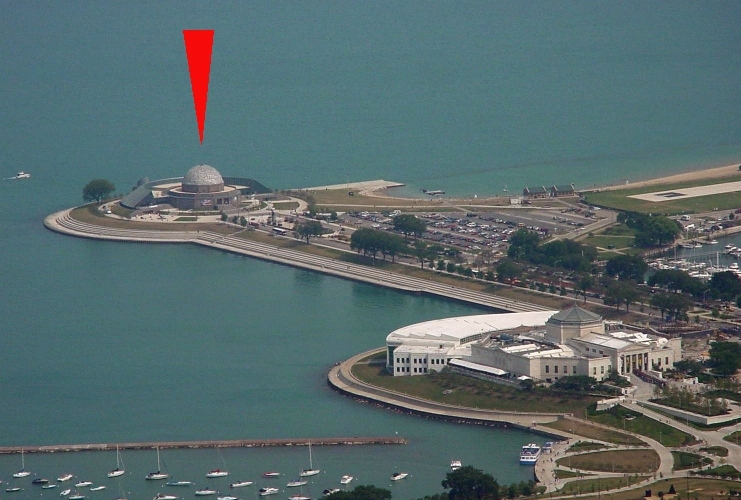
上空から。右手前、扇状の白い屋根がシェッド水族館。
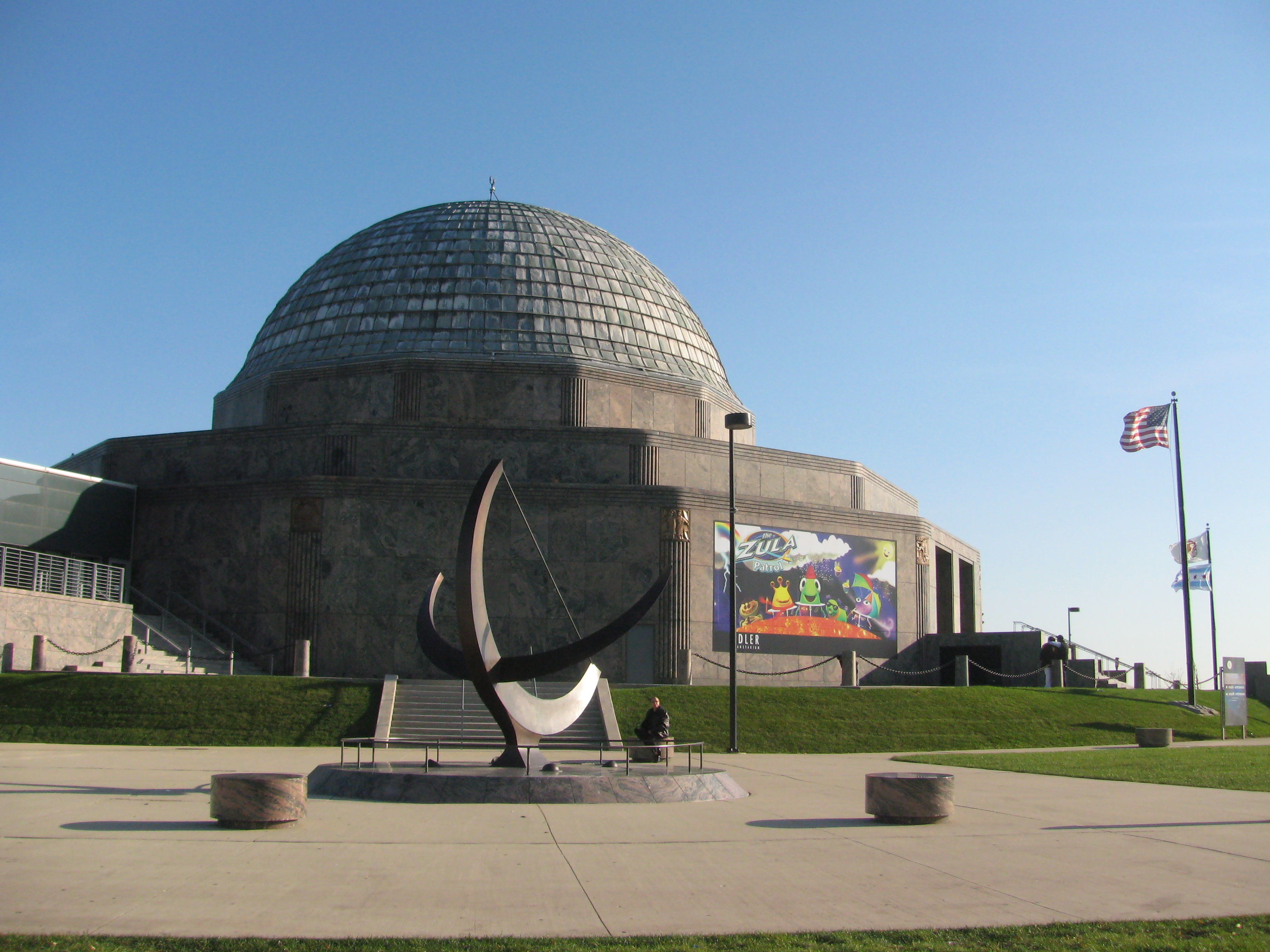
ドーム屋根
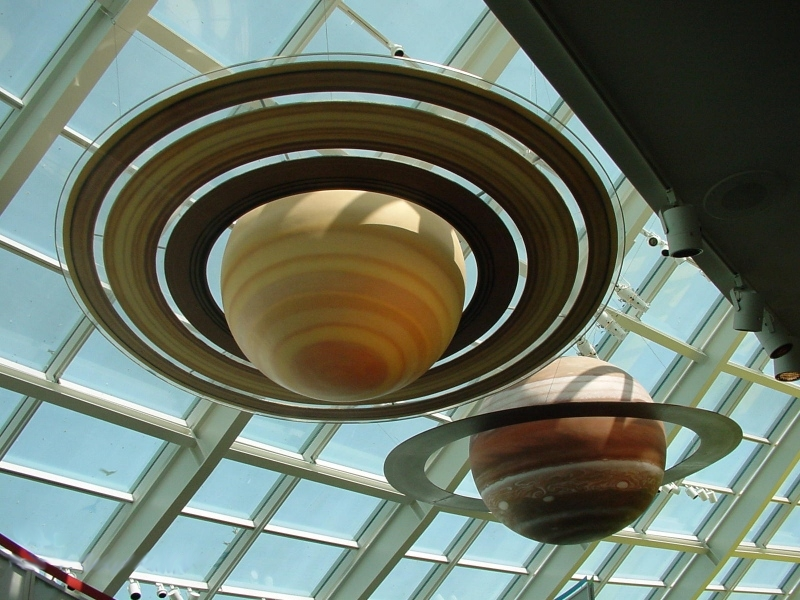
惑星の模型
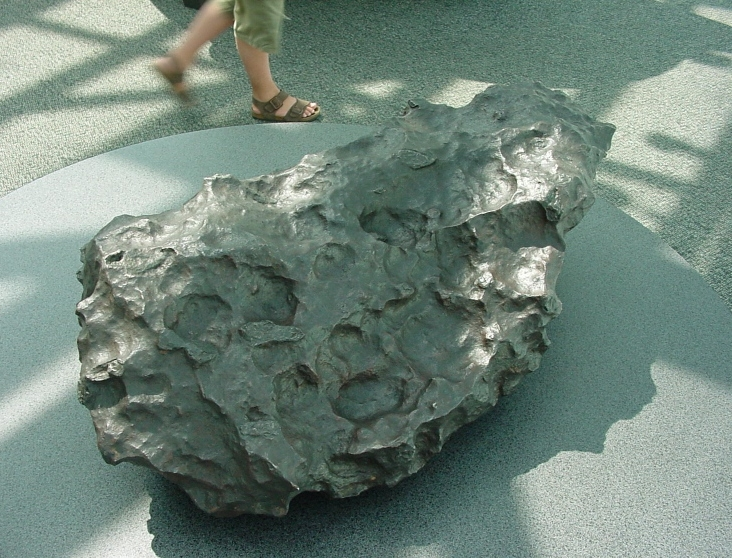
隕石
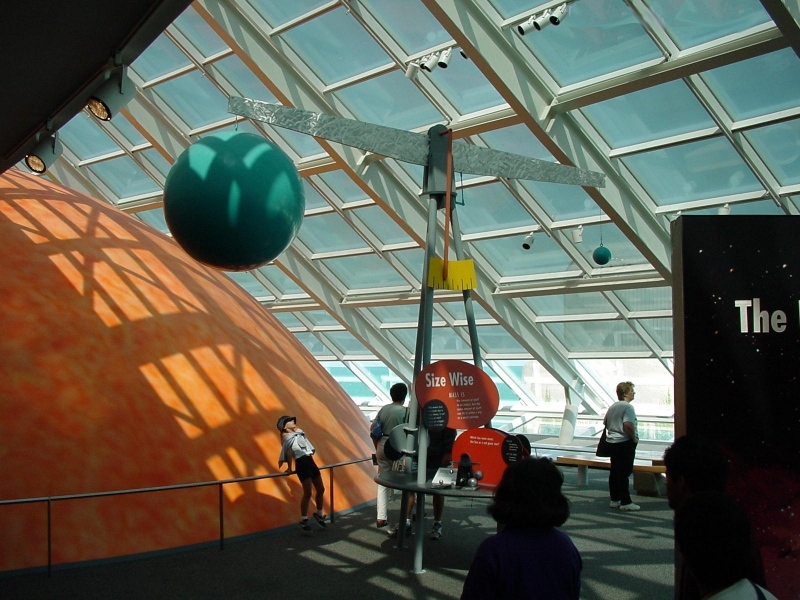
展示「Our Solar System」
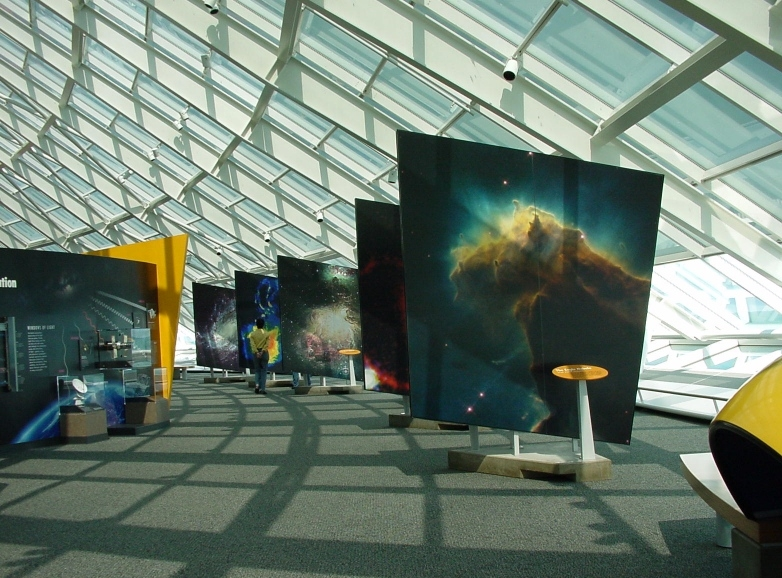
展示「Milky Way Galaxy」
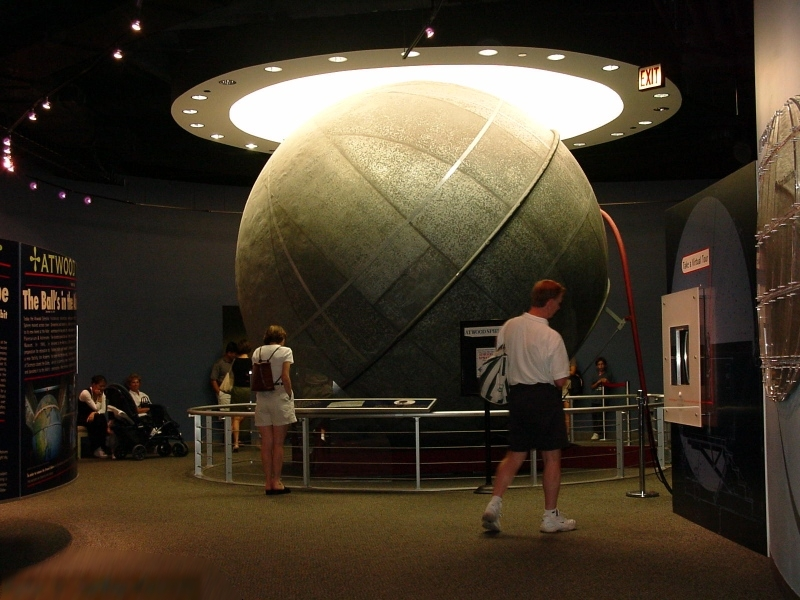
1913年作成のプラネタリウム「Atwood Sphere」
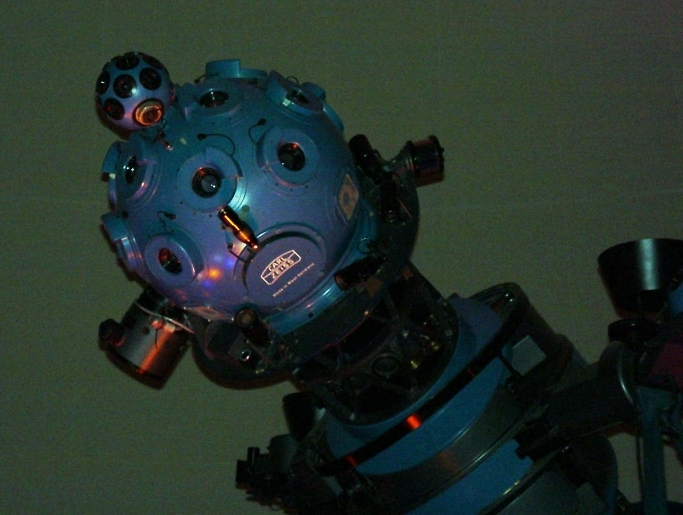
投影機
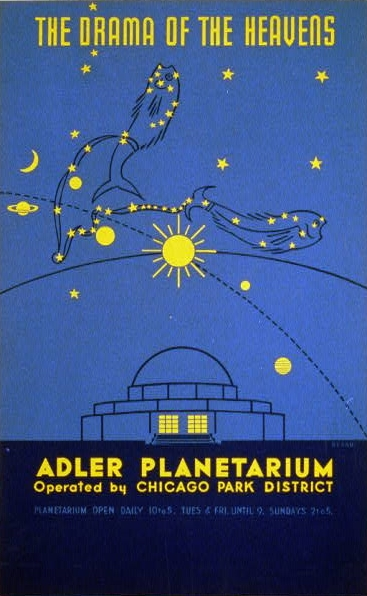
1939年のポスター